# Алекс Лютий (телесеріал)
«Алекс Лютий» — гостросюжетний російський серіал. Заснований на реальних подіях, виробництво кінокомпанії «Амедіа». Прем'єра відбулася 22 червня 2020 року на «НТВ».

## Сюжет
1943 рік. У захопленому селі Смолянка, поліцаї страчують мирних жителів, німецький офіцер Отто Кернер (Дірк Мартенс) наказує солдату Гансу розстріляти дітей, але він відмовляється це робити, на це викликається Олександр Юхновський (Владислав Конопльов), також відомий як Алекс Лютий. Він забирає у солдата автомат MP 40 і виконує наказ, за що Кернер йому дякує. Ганс, дивлячись у бік Алекса, каже — «Справжній звір, лютий».
1944 рік. Партизани знаходять тіло підвішеного поліцая зі спотвореним обличчям. Оглянувши його, вони знаходять документи на ім'я Олександра Лехновського, більше відомого як Алекс Лютий. Один із партизанів, дивлячись на тіло, говорить — «Собаці — собача смерть».
1975 рік. На своїй підмосковній дачі убитий письменник, який готує до випуску книгу про гітлерівського ката Алекса Лютого. Прямо перед смертю він встигає повідомити своєму другові, начальникові спецвідділу МВС щодо розшуку військових злочинців генералу Петрові Сомову неймовірну новину: Лютий, якого вважали загиблим з 1944 року, живий! Сомов дає завдання розібратися в цій справі найкращому слідчому полковнику Єгорові Сухарьову (Сергій Пускепаліс). У цьому йому допомагає новий співробітник спецвідділу старший лейтенант Борис Касьянов.

## У ролях
- Сергій Пускепаліс – Єгор Сухарєв, полковник МВС
- Дмитро Муляр – Сергій Вернигор / Олександр Лехновський «Алекс Лютий» в 1975 році
- Владислав Конопльов – Олександр Лехновський «Алекс Лютий» в період німецько-фашистської окупації Новочеркаська
- Олексій Кірсанов — Борис Касьянов, старший лейтенант МВС
- Дірк Мартенс — Отто Кернер
- Юрій Іцков — Петро Сомов, генерал-лейтенант МВС СРСР
- Сергій Русскін — Андрійчик, злодій у законі